# Генюм
Генюм (нід. Genum, фриз. Ginnum) — село в нідерландській провінції Фрисландія. Входить до муніципалітету Північно-Східна Фрисландія.
Його площа становить 1,98км², а населення станом на 2021 рік складало 90 осіб.
Перша згадка про населений пункт датується 1397 роком.

## Галерея

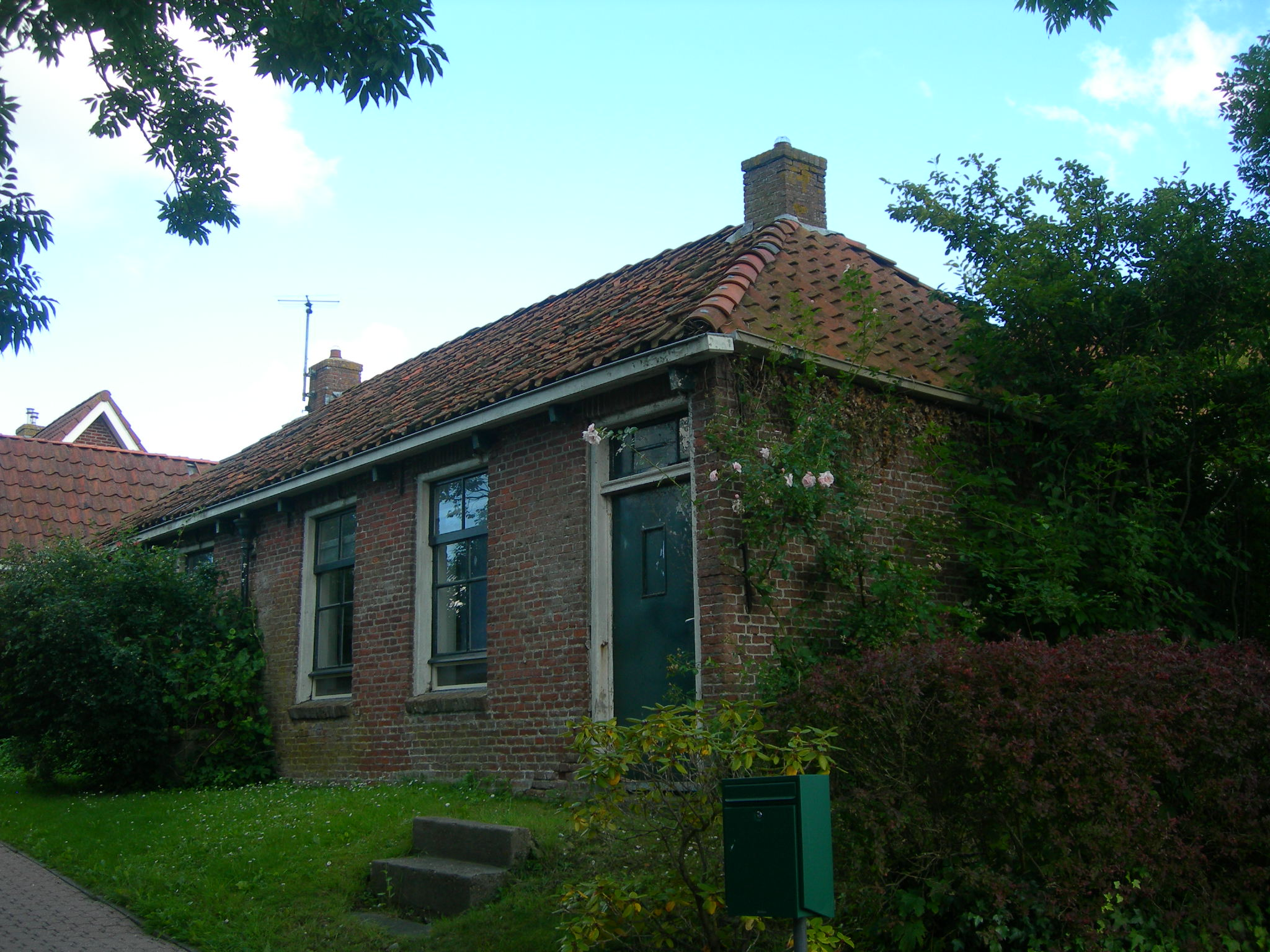
Будинок біля церкви